# Phytophthora infestans
Mana sau fitoftoroza, originară din America de Sud, este una dintre cele mai răspândite și mai periculoase boli ale cartofului, fiind cauzată de Phytophthora infestans. În Europa a apărut în prima jumătate a secolului al XIX-lea, fiind semnalată prima dată în 1830 în Germania. În condițiile pedoclimatice ale României și Republicii Moldova boala nu are dezvoltare epifitotică datorită lipsei condițiilor favorabile pentru dezvoltarea agentului patogen – umiditatea înaltă și temperatura scăzută a aerului în timpul vegetației.

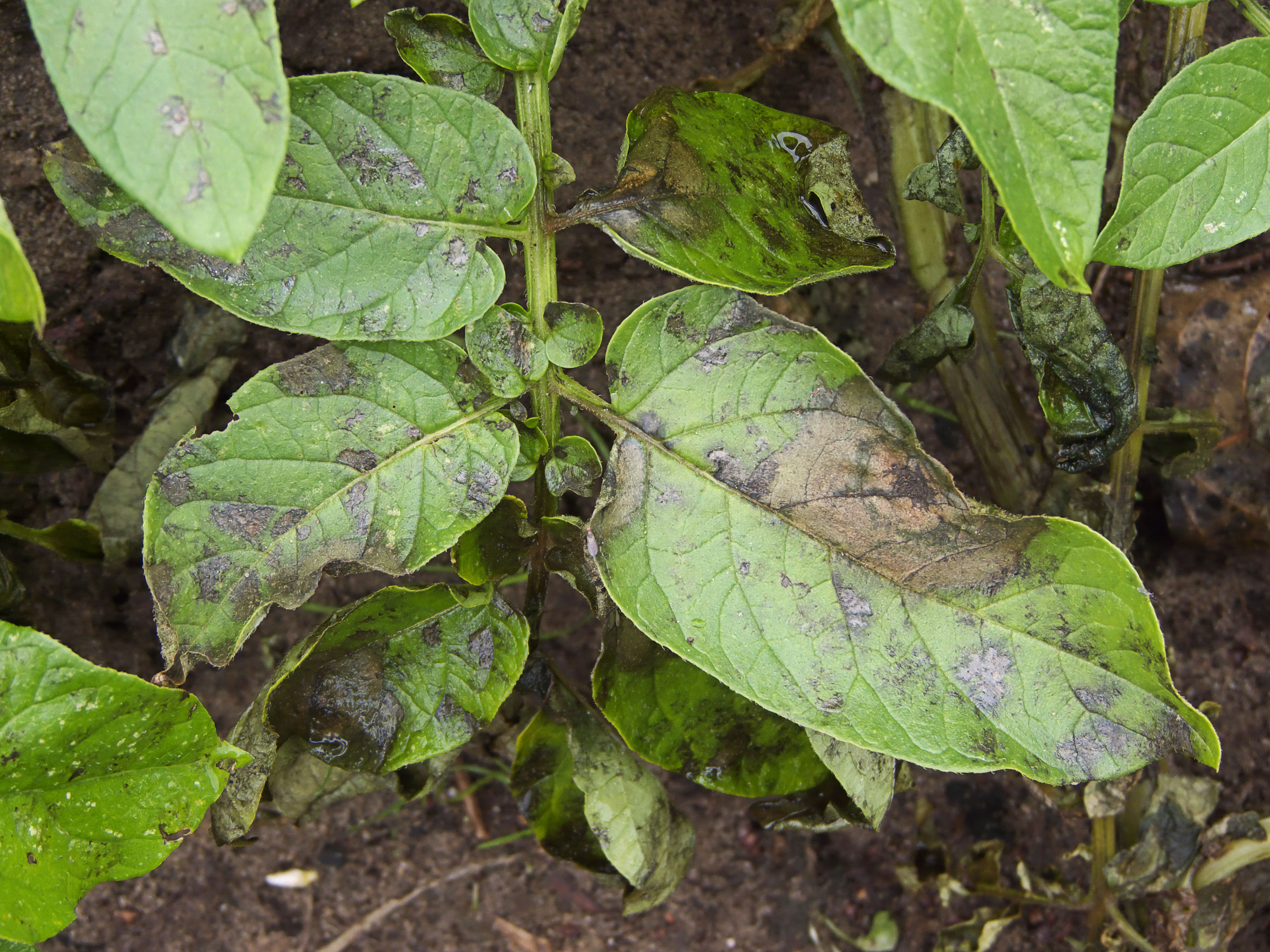
Phytophthora infestans

## Descriere
Ciuperca Phytophthora infestans, din clasa Oomycetes, ordinul Peronosporales, familia Phytophthoraceae, specie oligofagă, poate ataca cartofii, tomatele, vinetele și multe specii de buruieni solanacee.
Miceliul ciupercii este neseptat, trăiește în spațiul intercelular, se hrănește prin haustori, uneori miceliul pătrunde în celulele plantei parazitate. Fructificația asexuată are aspectul unui puf alb pe partea inferioară a frunzei și este constituită din conidiofori subțiri, hialini, cu 3–4 ramificații care ies prin stomate.
Conidiile sunt unicelulare, hilaine, ovoidale, de 25–30 x 15–24 µ. Ele germinează numai în prezența picăturilor de apă, formând zoospori (la temperatura de 15°C) sau un filament de miceliu în alte condiții. Tuberculii sunt infectați prin intermediul conidiilor care nimeresc în sol fiind spălate de pe organele aeriene. Infectarea tuberculilor are loc prin lenticele, ochiuri sau prin leziuni. Cu cât tuberculii sunt mai aproape de suprafața solului, cu atât ei sunt mai puternic expuși infecției.
De la un an la altul infecția se transmite prin miceliul din tuberculii infectați, mai rar prin miceliul din resturile vegetale. Oosporii nu prezintă interes ca rezervă de infecție. În funcție de momentul când s-a produs atacul, de condițiile mediului și sensibilitatea soiurilor cultivate pierderile de recoltă pot fi foarte mari. Tuberculii infectați pierd rezistența la putrezire și în timpul păstrării în silozuri sunt distruși de alte microorganisme.

## Legături externe
- en USAblight A National Web Portal on Late Blight
- en International Potato Center
- en Online Phytophtora bibliography Arhivat în 14 octombrie 2006, la Wayback Machine.
- en Phytophthora Functional Genomics Database